# Hîrtop, Florești
Hîrtop este un sat din componența comunei Ghindești din raionul Florești, Republica Moldova.

## Demografie

### Structura etnică
Structura etnică a satului conform recensământului populației din 2004:
| Grup etnic         | Populație | % Procentaj |
| ------------------ | --------- | ----------- |
| Moldoveni / Români | 785       | 97,51%      |
| Ucraineni          | 12        | 1,49%       |
| Ruși               | 8         | 0,99%       |
| Total              | 805       | 100%        |